# Piano (album, Jools Holland)
Piano je sólové studiové album anglického hudebníka Joolse Hollanda. Vydáno bylo 2. prosince roku 2016 společností East West Records. Producentem většiny písní byl Laurie Latham, výjimkou je pouze píseň „Last Date“, kterou produkovali Holland a Brian Eno. Obsahuje celkem osmnáct písní, přičemž kromě coververzí je zde také osm Hollandových originálů. Jednu z autorských písní, nazvanou „Grand Hotel“, složil Holland spolu se Sringem. Na třech písních z alba hraje celý Hollandův orchestr. Skladby byly nahrány na různých místech za použití různých klavírů za účelem vytvoření odlišných zvuků.

## Seznam skladeb
| Pořadí | Název                          | Autor                                     | Délka |
| ------ | ------------------------------ | ----------------------------------------- | ----- |
| 1.     | May                            | Jools Holland                             | 3:20  |
| 2.     | Grand Hotel                    | Jools Holland, Sting                      | 3:00  |
| 3.     | Last Date                      | Floyd Cramer                              | 3:03  |
| 4.     | Bumble Boogie                  | Nikolaj Andrejevič Rimskij-Korsakov       | 3:16  |
| 5.     | Dorothy                        | Mac Rebennack                             | 3:29  |
| 6.     | Eruption                       | Thijs van Leer                            | 4:14  |
| 7.     | Upright and Grand              | Jools Holland                             | 3:06  |
| 8.     | Christabel                     | Jools Holland                             | 4:07  |
| 9.     | Midnight Hour Blues            | Leroy Carr                                | 2:42  |
| 10.    | I Had It But It's All Gone Now | Sidney Bechet                             | 3:31  |
| 11.    | How Long Blues                 | tradicionál                               | 2:59  |
| 12.    | Blue Lamp                      | Jools Holland                             | 3:01  |
| 13.    | Romantic Ruin                  | Jools Holland                             | 3:40  |
| 14.    | Bang and Pop                   | Jools Holland                             | 2:39  |
| 15.    | Red Ragtime                    | Jools Holland                             | 2:25  |
| 16.    | Strange Cargo                  | Freddie Slack, Will Bradley, Ray McKinley | 3:16  |
| 17.    | Roll 'Em                       | Mary Lou Williams                         | 2:53  |
| 18.    | I'm in the Mood for Love       | Jimmy McHugh, Dorothy Fields              | 3:23  |

## Obsazení
- Jools Holland – klavír
- Nick Lunt – barytonsaxofon
- David Swift – baskytara
- Laurie Latham – celesta, perkuse
- Stephen Payne – konga
- Gilson Lavis – bicí
- Mark Flanagan – kytara
- Chris Holland – varhany
- Derek Nash – saxofon
- Lisa Graham – saxofon
- Michael „Bami“ Rose – saxofon
- Phil Veacock – saxofon
- Stephen Payne – shaker
- Fayyaz Virji – pozoun
- Roger Goslyn – pozoun
- Winston Rollins – pozoun
- Chris Storr – trubka
- Jason McDermid – trubka
- Jon Scott – trubka
- Brian Eno – hlas, zvukové efekty